# عبد الرحمن خلف النقيب
 عبد الرحمن خلف النقيب عضو مجلس الشورى الكويتي وأديب سياسي كويتي، من قبيلة الرفاعي القرشية الهاشمية.

## عن حياته
عبد الرحمن ولد في البصرة، وأصبح عضو مجلس الشورى الكويتي، وعين عضو الهيئة الإدارية المشرفة على المدرسة الأحمدية وساهم في الاكتتاب في تأسيسها، بالإضافة إلى عضويته في الهيئة الإدارية المشرفة على المكتبة الأهلية.

## حياته العائلية
عبد الرحمن متزوج من آمنة النقيب ولديه من الأبناء:
- نوري.
- جمال.
- نورية.
- نجيبه.
- فاضله.